# 歐洲晶片法案
《歐洲晶片法案》（英語：European Chips Act，簡稱ECA），是歐盟委员会的一項立法提案，該法案旨在鼓勵業者在歐盟設立半導體廠，目標是大幅提高歐洲晶片自製比重，以降低對亞洲與美國晶片的依賴。2022年2月，欧洲联盟委员会提出，提供430億歐元的公共和民間投資，計劃大幅提升歐盟在全球晶片生產的市場佔有率，最終目標是到2030年將歐盟在全球晶片的比例從9%提高到20%。